# Авианосцы типа «Имплакабл»
Тип «Импла́кабл» (англ. Implacable class; произносится [ɪmˈplækəbl]) — серия британских тяжёлых авианосцев периода Второй мировой войны. В некоторых русскоязычных источниках упоминаются под ошибочной транскрипцией «Имплекейбл». Были созданы на основе авианосцев типа «Илластриес», отличаясь от них увеличенными размерами и более мощным авиационным оборудованием для обслуживания более тяжёлых новых самолётов. Два авианосца этого типа были заложены в 1939 году, накануне войны, но их строительство завершилось только к середине 1944 года. По этой причине их участие в войне было ограниченным, но всё же оба корабля успели принять участие в боях, а «Индефатигабл» — и получить повреждения в битве за Окинаву. После войны они были сочтены непригодными для использования с новыми реактивными самолётами из-за низких ангаров, и уже в 1950—1952 годах были переоборудованы в учебные авианосцы, прежде чем быть окончательно снятыми с вооружения в 1954 году.

## Представители
| Название                   | Номер | Судоверфь  | Закладка        | Спуск на воду   | Вступление в строй | Судьба                                                  |
| -------------------------- | ----- | ---------- | --------------- | --------------- | ------------------ | ------------------------------------------------------- |
| Имплакабл Implacable       | R86   | Fairfield  | 21 февраля 1939 | 10 декабря 1942 | 28 августа 1944    | снят с вооружения 1 сентября 1954, пущен на слом в 1955 |
| Индефатигабл Indefatigable | R10   | John Brown | 3 ноября 1939   | 8 декабря 1942  | 3 мая 1944         | снят с вооружения в сентябре 1954, пущен на слом в 1956 |